# Susana Muñiz
María Susana Muñiz Jiménez (Montevideo, 28 de abril de 1965) médica, política y profesora de educación secundaria, exministra de Salud Pública de Uruguay. entre 2013 y 2015. También fue presidenta de ASSE entre 2015 y 2018. Actualmente es diputada suplente por la lista 1916 (Espacio 1001 - Partido Comunista de Uruguay) del Frente Amplio.

## Biografía
Egresada de la Universidad de la República en octubre de 1996 con el título de Doctora en Medicina, tiene un posgrado de Gestión en Servicios de Salud de la Facultad de Ciencias Económicas y Administración y de la Facultad de Medicina. Además, es auxiliar de Anatomía patológica y Autopsista y profesora titular de Biología del Consejo de Educación Secundaria desde el año 2004. Es docente de la UBA en el posgrado de Discapacidad y Derechos.
Ha ocupado diversos cargos en el área de la Salud Pública. El 25 de febrero de 2013 asumió como Ministra de Salud Pública de Uruguay, en reemplazo de Jorge Venegas.
Es militante del Partido Comunista del Uruguay. Muñiz está casada y tiene un hijo.